# Desmos chinensis
Desmos chinensis is een plantensoort uit de familie Annonaceae. Het is een houtachtige klimplant die in China stengels produceert die tot 4 meter lang kunnen worden, in Maleisië tot wel 24 meter lang en op Borneo zelfs 40 meter. De bladeren zijn langwerpig tot elliptisch van vorm en de geelgroene bloemen zijn hangend.
De soort komt voor van Zuid-China tot in tropisch Azië. Hij groeit daar in open terrein, langs bosranden en te midden van struikgewas in valleien, op hoogtes tussen 100 en 500 meter.
De plant wordt lokaal gebruikt en in het wild geoogst voor zijn etherische olie, vezels, voor voedsel en medicinale toepassingen. De vruchten worden gebruikt als peperachtige smaakmaker  om voedsel op smaak te brengen. In Zuid-China worden de bladeren gebruikt bij het brouwen van sterke drank. De bastvezels worden gebruikt voor het maken van touw. Uit de geurige bloemen wordt een etherische olie gewonnen die wordt gebruikt in de parfumerie.